# Paralastor tricarinulatus
Paralastor tricarinulatus är en stekelart som beskrevs av Perkins 1914. Paralastor tricarinulatus ingår i släktet Paralastor och familjen Eumenidae. Inga underarter finns listade i Catalogue of Life.